# Capital de Castella i Lleó

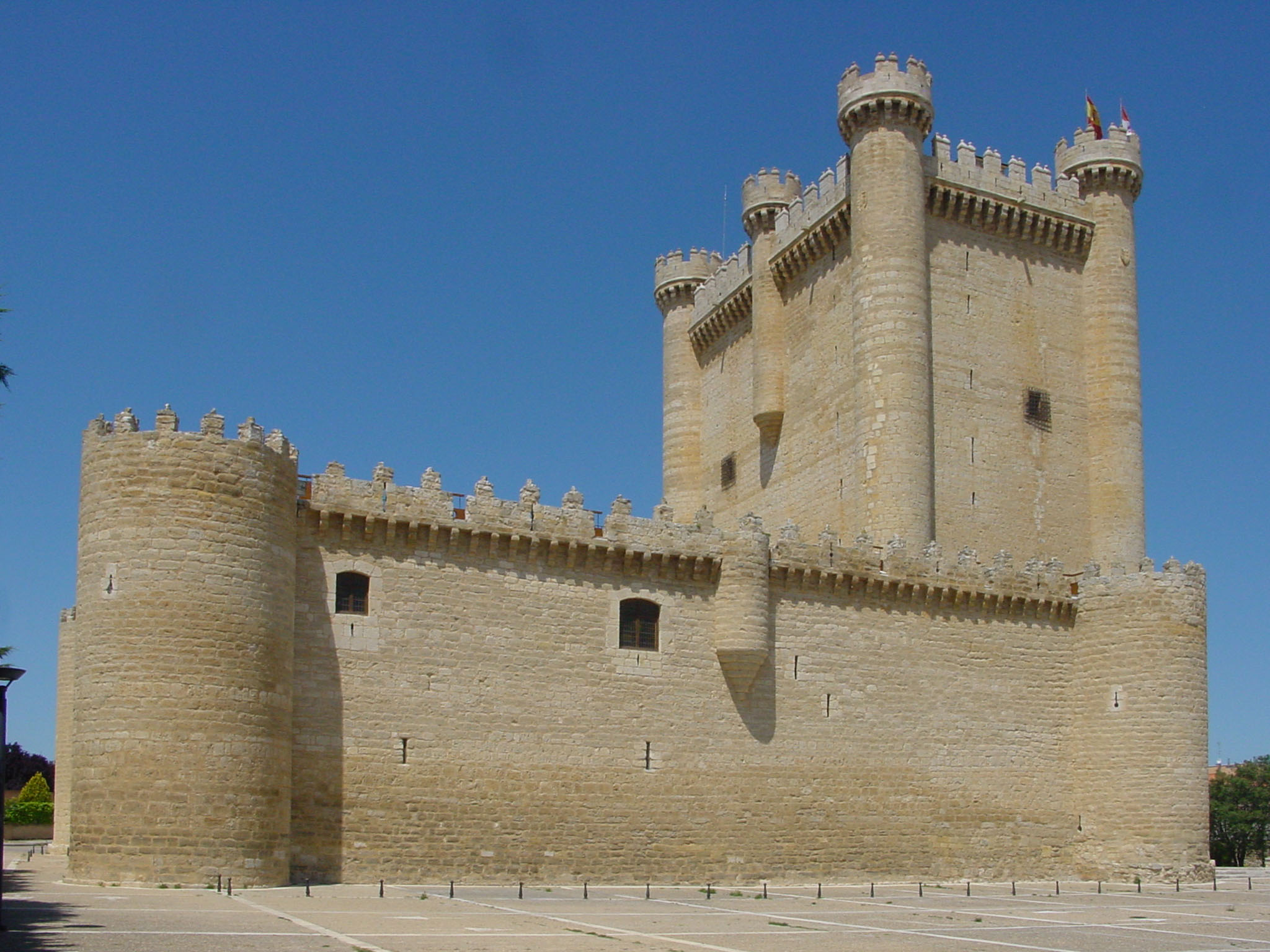
Castell de Fuensaldaña (Valladolid), seu de les Corts de Castella i Lleó entre 1983 i 2007.

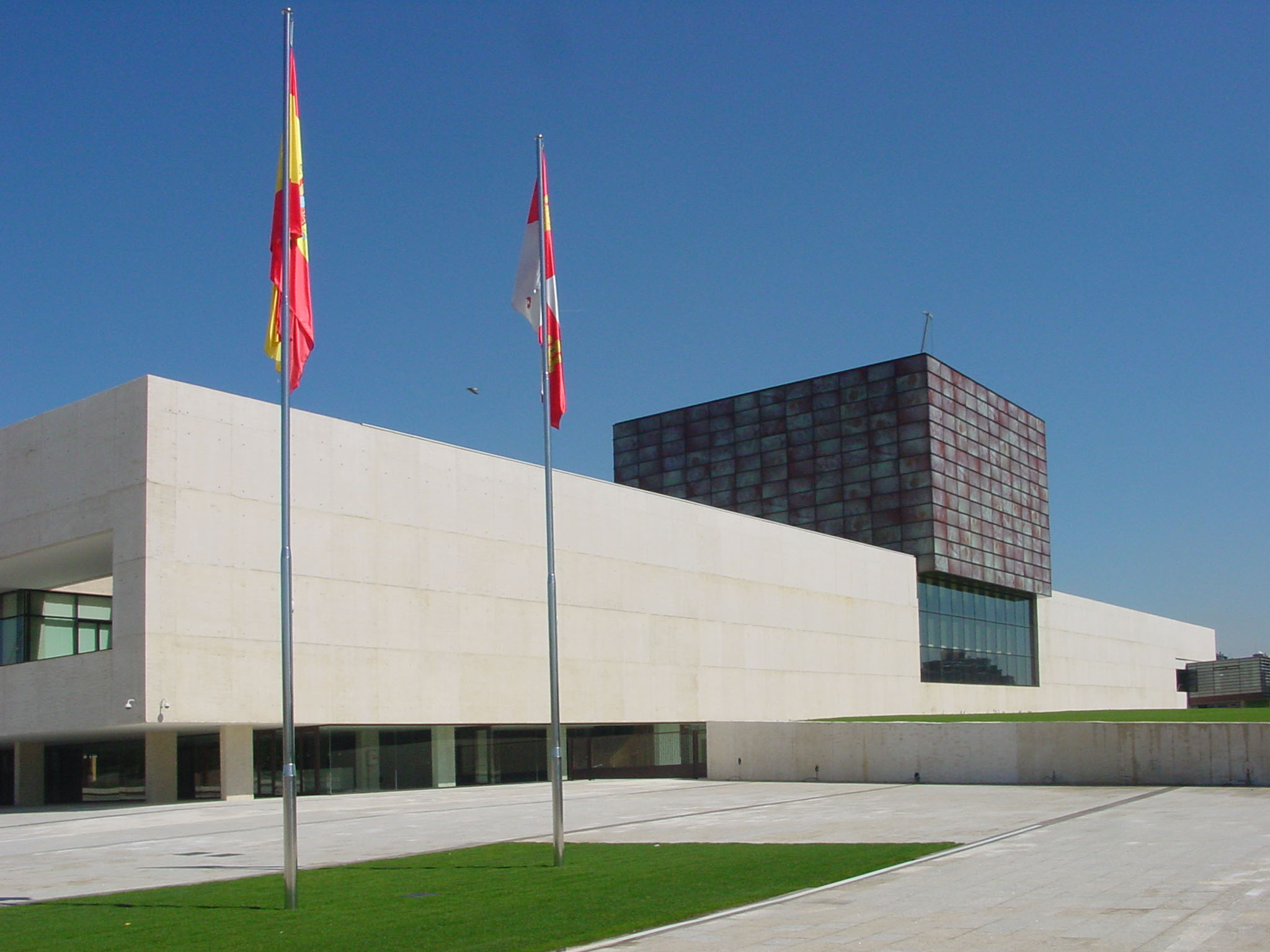
Seu de les Corts de Castella i Lleó a Valladolid, inaugurada el 2007.

La capital de Castella i Lleó, comunitat autònoma d'Espanya, no es troba definida legalment a l'Estatut d'Autonomia de Castella i Lleó, de manera que la ubicació de les administracions autonòmiques ha estat definida posteriorment a la seva aprovació, i ha generat certes disputes en relació amb la capitalitat autonòmica.

## Estatut i Llei de Seus de 1987
L'Estatut d'Autonomia de Castella i Lleó, aprovat el 1983 (el precepte és mantingut a les reformes de 1988, 1994, 1999, i 2007), no defineix cap capital per a la comunitat autònoma, i al seu Article 3, parlant sempre de seus d'institucions, exposa el següent:
| « | 2. Article 3. - Seu. 1. Una llei de les Corts de Castella i Lleó, aprovada per majoria de dos terços, fixarà la seu o seus de les institucions d'autogovern. 2. Una llei de les Corts de Castella i Lleó determinarà la ubicació dels organismes o serveis de l'Administració de la Comunitat, a proposta de la Junta, atenent a criteris de descentralització, eficàcia, coordinació de funcions i a la tradició històricocultural. | » |

Partint d'això, el 29 de desembre de 1987, el president de la Junta de Castella i Lleó, José María Aznar, firmava la Llei de Seus, que fixava les seus de govern autonòmiques. Així, s'aprovava que les institucions bàsiques de la Comunitat, Junta de Castella i Lleó, el seu President, i finalment les Corts de Castella i Lleó, que provisionalment s'instal·larien al castell de Fuensaldaña, en espera de poder comptar amb una nova seu, s'ubiquessin a la ciutat de Valladolid (ara la nova seu ja ha estat construïda, passant-hi a la VI Legislatura, en 2007).

## Conflictes
Valladolid exerceix de seu dels tres òrgans superiors d'autogovern de la comunitat autònoma: el president, el Govern i les Corts. Altres òrgans estatutaris tenen la seva seu a diferents ciutats de la comunitat com ara Burgos, on està ubicat el Tribunal Superior de Justícia de Castella i Lleó), si bé compartit (des de fa alguns anys compta amb algunes sales de l'ordre contenciós-administratiu i de l'ordre social) amb Valladolid, però amb el gruix a la ciutat burgalesa; Palència, amb el Tribunal de Comptes; Zamora, localització del Consell Consultiu (després dels tres primers anys de la seva existència a Pucela, fou el 2006 quan va mudar-se al provisional emplaçament del carrer de Ramos Carrión de Zamora, fins a la construcció del nou edifici, enfront de la catedral; el 2012 van finalitzar les obres i s'hi instal·là definitivament); i Lleó, que alberga el Procurador del Comú (l'equivalent al Síndic de Greuges). L'últim òrgan estatutari no bàsic és a Valladolid també: es tracta del Consell Econòmic i Social.
Malgrat tot, la ciutat val·lisoletana no és capital de iure, i per això han sorgit conflictes polítics per l'esmentada consideració dins la comunitat autònoma.
El març de 2009, la Junta de Castella i Lleó es va disculpar públicament per aquells llibres de text que cataloguessin Valladolid com a capital autonòmica afirmant que s'havia confós amb la capitalitat el fet que les seus de les "institucions bàsiques" de la comunitat fossin a Valladolid. Segons el portaveu de la Junta "es podia haver abordat el debat [sobre la capitalitat] quan es va reformar l'Estatut i es va entendre que això no era el més important". El març de 2010, el grup municipal del Partit Popular a l'Ajuntament de Valladolid va rebutjar una moció per sol·licitar que Valladolid es convertís en capital oficial de la comunitat autònoma amb l'argument que "podria provocar vuit mocions en contra" (referint-se a les capitals de la resta de províncies), en tant que el portaveu del mateix partit afirmava que "Valladolid ja és considerada com la capital de la regió".